# Эзмералда (Риу-Гранди-ду-Сул)
Эзмералда (порт. Esmeralda)  —  муниципалитет в Бразилии, входит в штат Риу-Гранди-ду-Сул. Составная часть мезорегиона Северо-восток штата Риу-Гранди-ду-Сул. Входит в экономико-статистический  микрорегион Вакария. Население составляет 3012 человека на 2006 год. Занимает площадь 833,349 км². Плотность населения — 3,6 чел./км².
Праздник города —  27 ноября.

## Статистика
- Валовой внутренний продукт на 2003 составляет 66.804.207,00 реалов (данные: Бразильский институт географии и статистики).
- Валовой внутренний продукт на душу населения на 2003 составляет 21.824,31 реалов (данные: Бразильский институт географии и статистики).
- Индекс развития человеческого потенциала на 2000 составляет 0,779 (данные: Программа развития ООН).